# Bernard Purdie
Bernard Purdie, detto Pretty (Elkton, 11 giugno 1939), è un batterista statunitense che opera in vari ambiti musicali come jazz, fusion, funk e rock.
È considerato un batterista molto influente e innovativo del genere funk. È apprezzato per il suo modo preciso di portare il tempo e per il personale utilizzo delle terzine nel tempo tagliato, inventando così il "Purdie shuffle". È stato inserito nella Modern Drummer Hall of Fame nel 2013.